# 2 Coríntios 5
2 Coríntios 5 é o quinto capítulo da Segunda Epístola aos Coríntios, de autoria do Apóstolo Paulo, no Novo Testamento da Bíblia.

## Estrutura
A Tradução Brasileira da Bíblia organiza este capítulo da seguinte maneira:
- 2 Coríntios 5:1-10 - Ausentes do corpo e presentes com o Senhor
- 2 Coríntios 5:11-19 - O temor e o amor do Senhor
- 2 Coríntios 5:20-21 - O ministério da reconciliação. As credenciais apostólicas

## Conteúdo do capítulo

### versículo 17
O ministério da reconciliação